# Вълка Горанова
Вълка Горанова Томова е български политически деец. Участничка в комунистическото движение по време на Втората световна война. Партизанка от Партизански отряд „Георги Бенковски“ (Червен бряг).

## Биография
Вълка Горанова е родена на 24 март 1912 г. в с. Койнаре, Плевенско. Завършва Плевенската девическа гимназия. Следва специалност право в Софийския университет. Изключена като активен член на РМС от 1928 г. и на БКП (1934). През март 1941 г. се дипломира в Държавното Висше Училище за финансови и административни науки.
Участва в комунистическото движение през Втората световна война. Организационен секретар на ОК на БКП в град София (1941 – 1943).
Участва в организирането и ръководенето на голямата протестна акция срещу депортирането на евреите от Царство България на 24 май 1943 г.  Осигурява охрана от работници, които се включват в протеста. Полицейско аташе при германската легация в София Адолф Хофман докладва в немското посолство за „огромно множество“, което се излива по улица „Осогово“ към „Клементина“. Протестната акция е брутално разбита на няколко преки преди площад „Възраждане“. Пресрещната е от конна полиция и жандармерия. Окървавената демонстрация завършва със 112 ранени, 400 са арестувани, 120 са интернирани в Сомовит. Този масов публичен протест в защита на живота на евреите в столица – съюзник на нацистка Германия, привлича вниманието и същата вечер Радио Лондон съобщава за погрома на площад „Възраждане“, за хората, затворени в двора и в помещения на близкото училище. Демонстрацията е израз на нарастващото недоволство срещу антисемитската политика на властта. Последвана е на 26 май от протестно писмо
до Двореца от 63 бивши министри, професори, писатели и общественици , а на 27 май от специално окръжно на софийския митрополит Стефан до всички църкви в епархията с приканване да се направи всичко необходимо за облекчаване живота на преследваните, независимо от тяхната вяра и за подпомагането им по места от църковната институция. В следващите дни и месеци гоненията и изселванията на евреите продължават, но вече нито един тях не е депортиран извън пределите на България.
От 1944 г. е партизанка в Партизански отряд „Георги Бенковски“ (Червен бряг) и политкомисар на Червенобрежкия военнооперативен район на Единадесета Плевенска въстаническа оперативна зона. Осъждана е три пъти на смърт по ЗЗД.
След 9 септември 1944 г. е секретар на Окръжния комитет на БКП в Плевен, а след това инструктор в ЦК на БКП. Заместник-председател на Софийския градски народен съвет. Директор на най-голямото текстилно предприятие в страната – фабрика „България“. Заместник-председател е на ЦК на СБПФК.
Автор на мемоарната книга „Дълбоките корени“ С., 1982 г.
Наградена със Званието „Герой на социалистическия труд“ и Орден „Георги Димитров“. През 2012 г. и е присъдена Годишната награда „Шофар“ (посмъртно) – „За принос за спасяването на българските евреи от депортиране в нацистките лагери на смъртта“.  Същата година участничката в Съпротивата и гражданка на Държавата Израел Бети Данон номинира Вълка Горанова за званието „Праведник сред Нациите“ пред Института за изследване на холокоста „Яд Вашем“ в Йерусалим.
Съпруг – Пеко Таков.